# Кандинський Василь Васильович
Васи́ль Васи́льович Канди́нський (4 (16) грудня 1866, Москва, Московська губернія, Російська імперія — 13 грудня 1944, Неї-сюр-Сен, Іль-де-Франс, Франція) — російський живописець і графік. Основоположник і теоретик абстракціонізму.
Засновник мистецького об'єднання «Синій вершник».
Жив і творив у Російській імперії, Німеччині та Франції.

## Життєпис

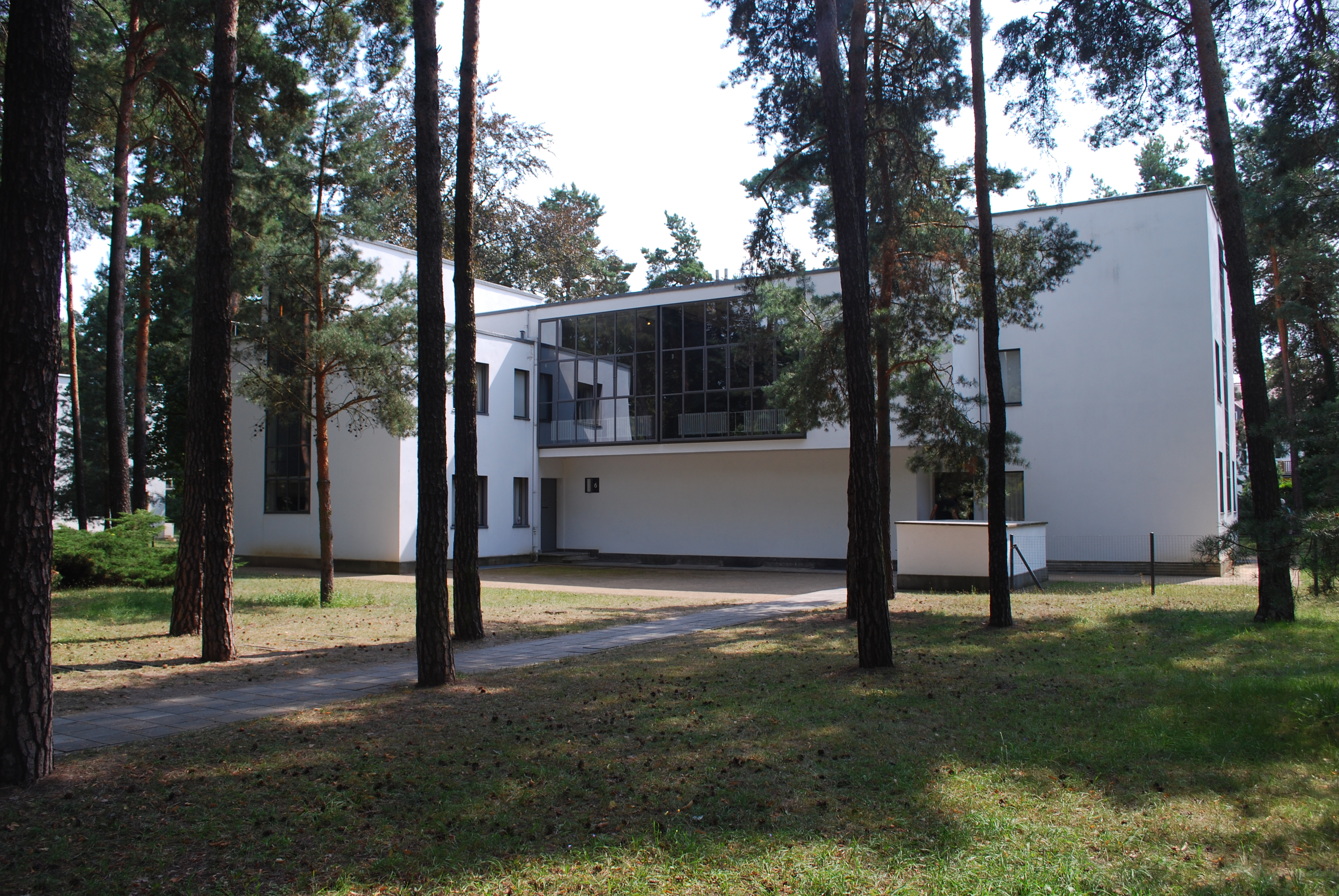
Дім Кандинського та Клее в Дессау

Народився 16 грудня 1866 року в Москві в родині комерсанта, а через п'ять років із сім'єю переїхав до Одеси. Тут він закінчив гімназію; художню освіту отримав у Києві, вчився у Миколи Пимоненка в художній школі Мурашка[джерело?].
У 1885—1893 роках навчався в Московському університеті, вивчаючи право та економіку. Йому було запропоновано посаду професора в Тартуському університеті. Проте він покинув юридичну кар'єру.
У 30-річному віці вирішив зайнятись живописом. Він вчився у Антона Ажбе і пізніше в Академії мистецтв у Мюнхені у Франца фон Штука.
З Одесою художник не припиняв зв'язок, де його друг, скульптор В. Іздебський заснував салон. У грудні 1909 року в Одесі в салоні Іздебського відбулася міжнародна виставка, на якій Кандинський представив одні з перших композицій, де вже майже не вгадуються елементи наочного світу. Тоді він наближався до винаходу абстракціонізму, виходячи з практики імпресіонізму та абстрактного експресіонізму.
У лютому 1910 року ця експозиція, дещо змінена, проходила в Києві, а потім у Петербурзі та Ризі. Нове, незрозуміле й абстрактне мистецтво набирало сили. Виставка авангардної групи «Бубновий валет», що проходила в Москві з 10 грудня 1910 року до 11 січня 1911 року, викликала величезний резонанс у пресі та культурному житті. На ній експонувалася перша абстрактна акварель В. Кандинського, яка нині зберігається в Парижі, Центрі Жоржа Помпіду.
У 1911 році разом з відомими німецькими експресіоністами організував альманах та групу «Синій вершник». До неї входили Франц Марк, Олексій фон Явленський, Пауль Клее та Мар'яна Верьовкіна.
У 1914 році, коли почалася Перша світова війна, повернувся до Москви.
Після революції він активно займався організацією художньої творчості та обіймав посаду віце-президента Академії художніх наук.
У 1921 році повернувся до Німеччини.
У 1922—1933 роках працював викладачем у школі мистецтва та архітектури Баугаус.
У 1928 році отримав німецьке громадянство, але вже в 1933 році емігрував до Франції. Проживав у Парижі. У 1939 році отримав французьке громадянство.
Художник помер 13 грудня 1944 року в передмісті Парижа Неї-сюр-Сен.
Племінником Кандинського був Александр Кожев, видатний філософ.

## Творчість
Для творів Кандинського характерна синестезія, сприйняття фарб не тільки як оптичних, але й як звукових стимулів. Він класифікував фарби за їх ароматами, звуками та формами. Наприклад, він вважав, що синьому кольору відповідає коло, червоному — квадрат, жовтому — трикутник. Таким чином свої картини він створював подібно до музичних симфоній шукаючи гармонію у поєднанні кольорів. Кандинського часто називають першим абстракціоністом, оскільки його творчість поступово еволюціонувала від зображення реалістичних форм до геометричних та кольорового символізму. Частим мотивом творчості художника є вершник, який долає дракона. Митець вважав це символом духовної боротьби людини. Кандинський бачив мистецтво як форму духовності людини. Свій погляд на мистецтво художник виклав у теоретичній праці «Про духовне в мистецтві. Особливо у людському живописі».

## Цікаві факти
На честь Василя Кандинського назване легке крісло з металевим каркасом, розроблене дизайнером Марселем Бреєром — «Василій».
20 травня 2017 року в Києві у рамках VII Міжнародного фестивалю «Книжковий арсенал» представили книжку екс-консула України в Мюнхені Володимира Цвіля про художника Кадинського.

## Галерея

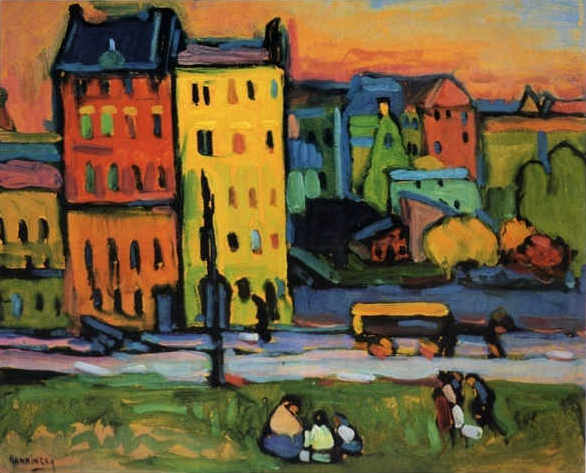
Мюнхенський пейзаж (Будинки в Мюнхені), 1908, Музей фон дер Гейдта, Вупперталь
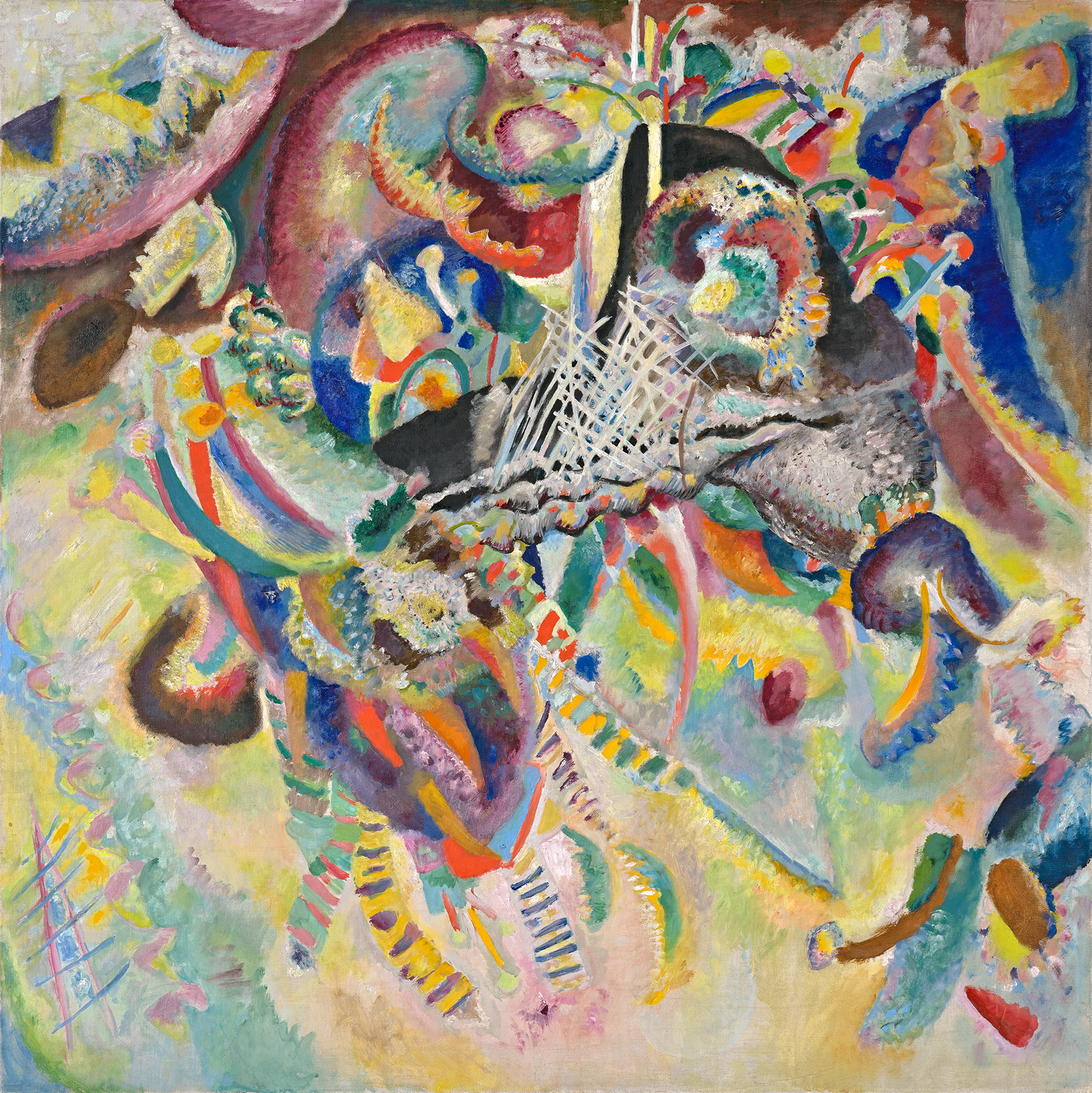
Фуга, 1914, Музей фонда Бієлер
Невідомий голос, 1916, Центр Жоржа Помпіду, Париж
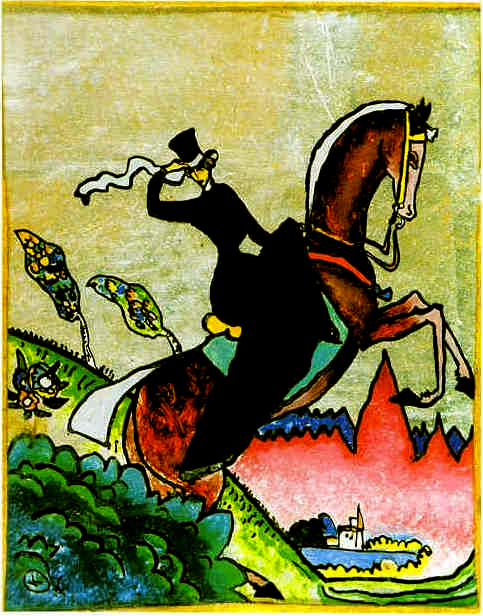
Амазонка, 1911, Азербайджанський музей мистецтв, Баку
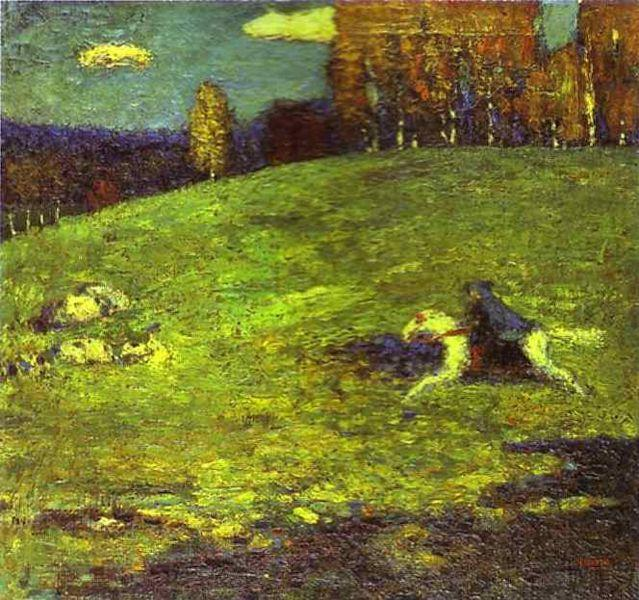
Блакитний вершник, 1903, приватна колекція
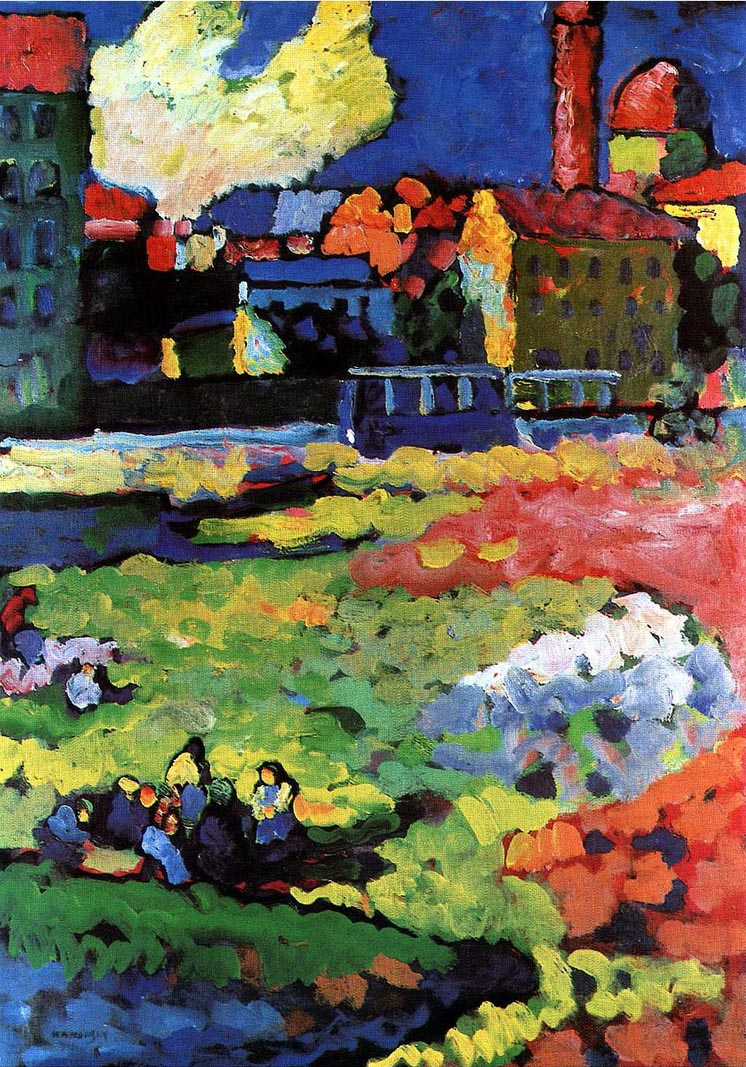
Вид Мюнхена з церквою Святої Урсули, 1908, Міська галерея в будинку Ленбаха, Мюнхен
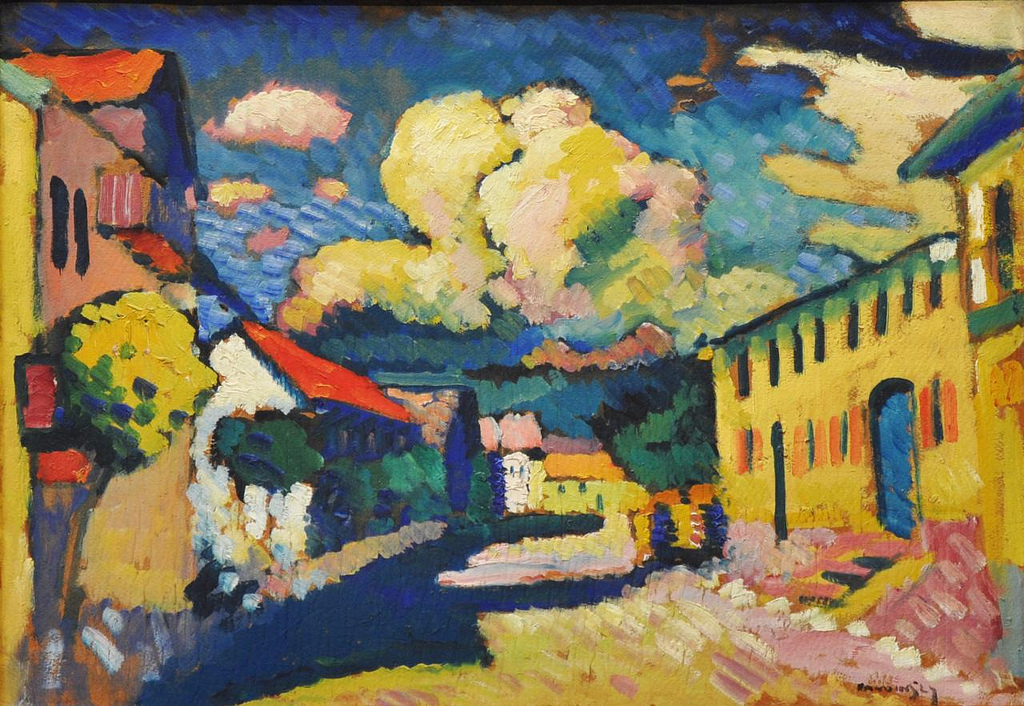
Мурнау, Дорфштрассе (сільська вулиця), 1908, колекція Мерцбахера, Швейцарія
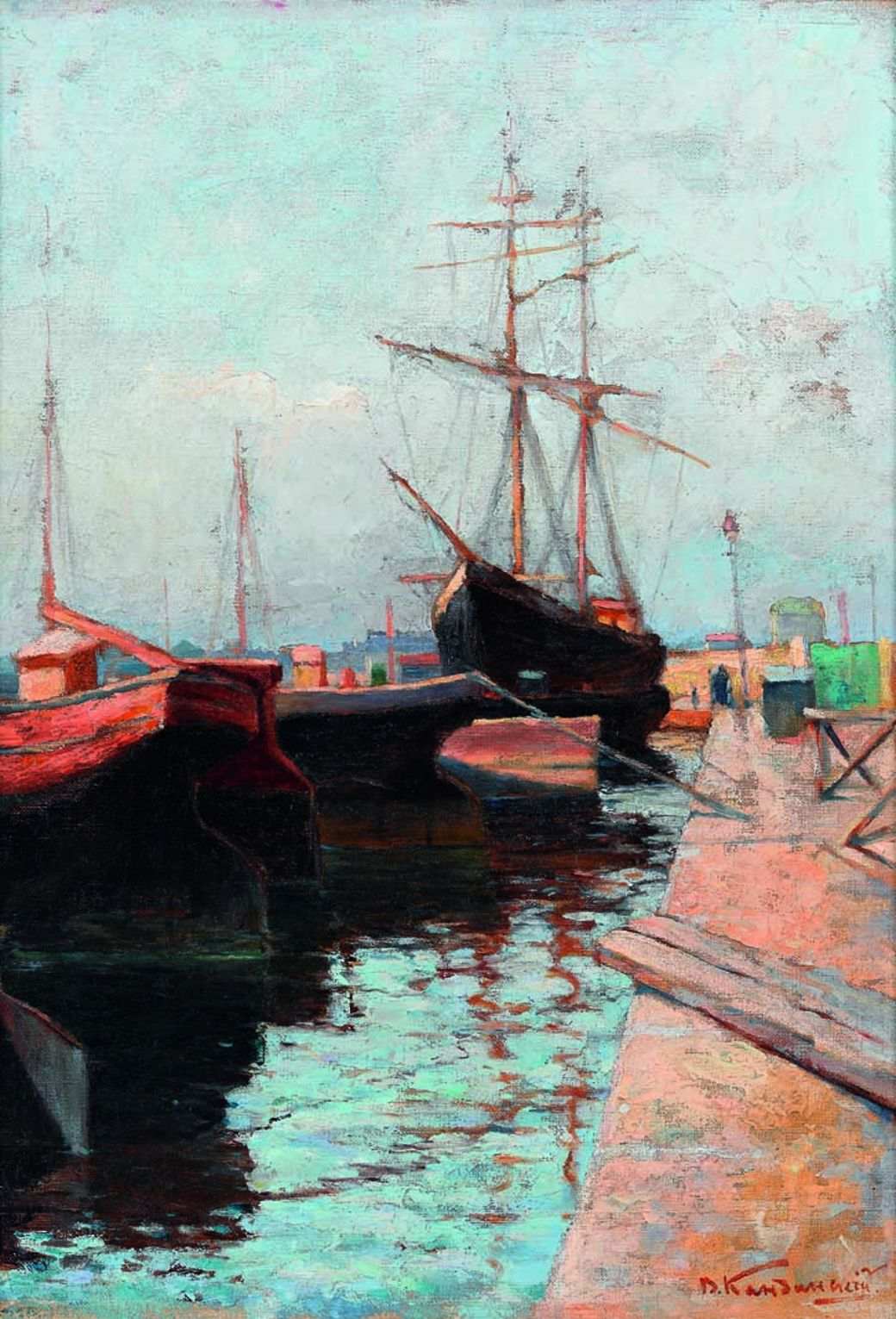
Порт Одеси, 1898, Третьяковська галерея
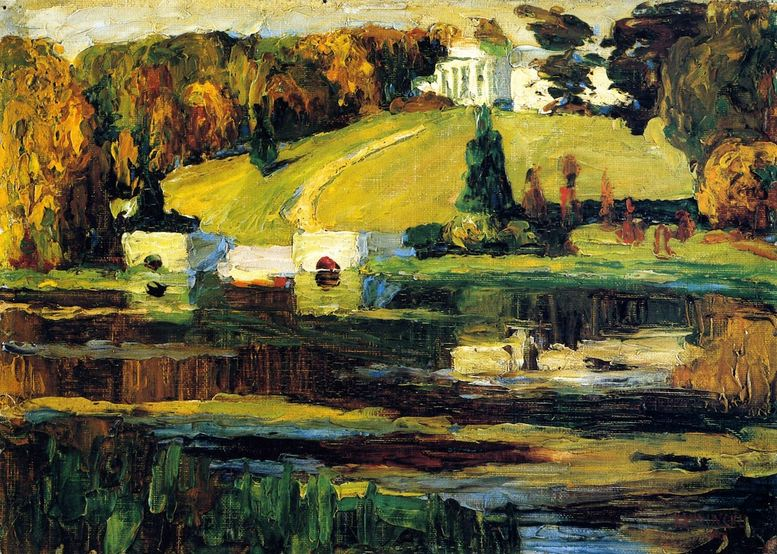
Охтирка, 1901, Міська галерея в будинку Ленбаха, Мюнхен
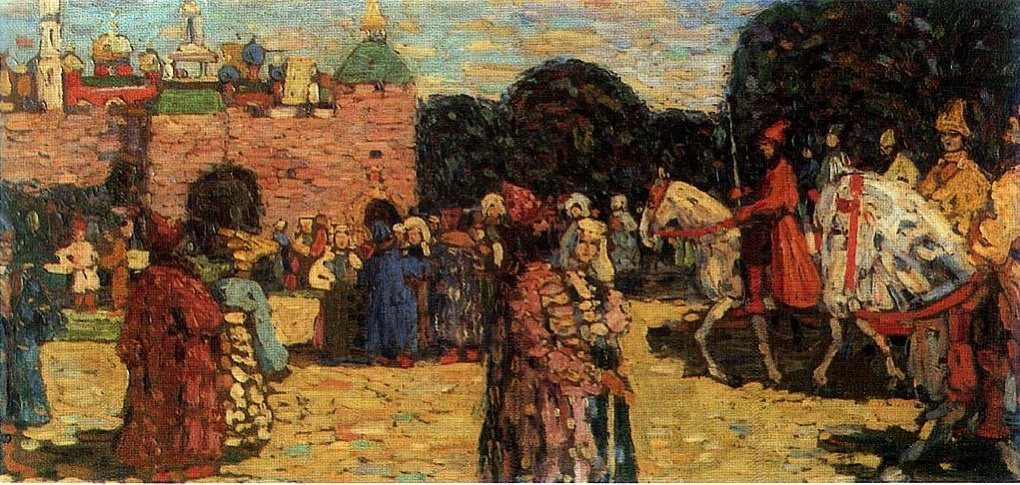
Неділя (Давня Русь), 1904, Музей Бойманса — ван Бенінгена, Роттердам
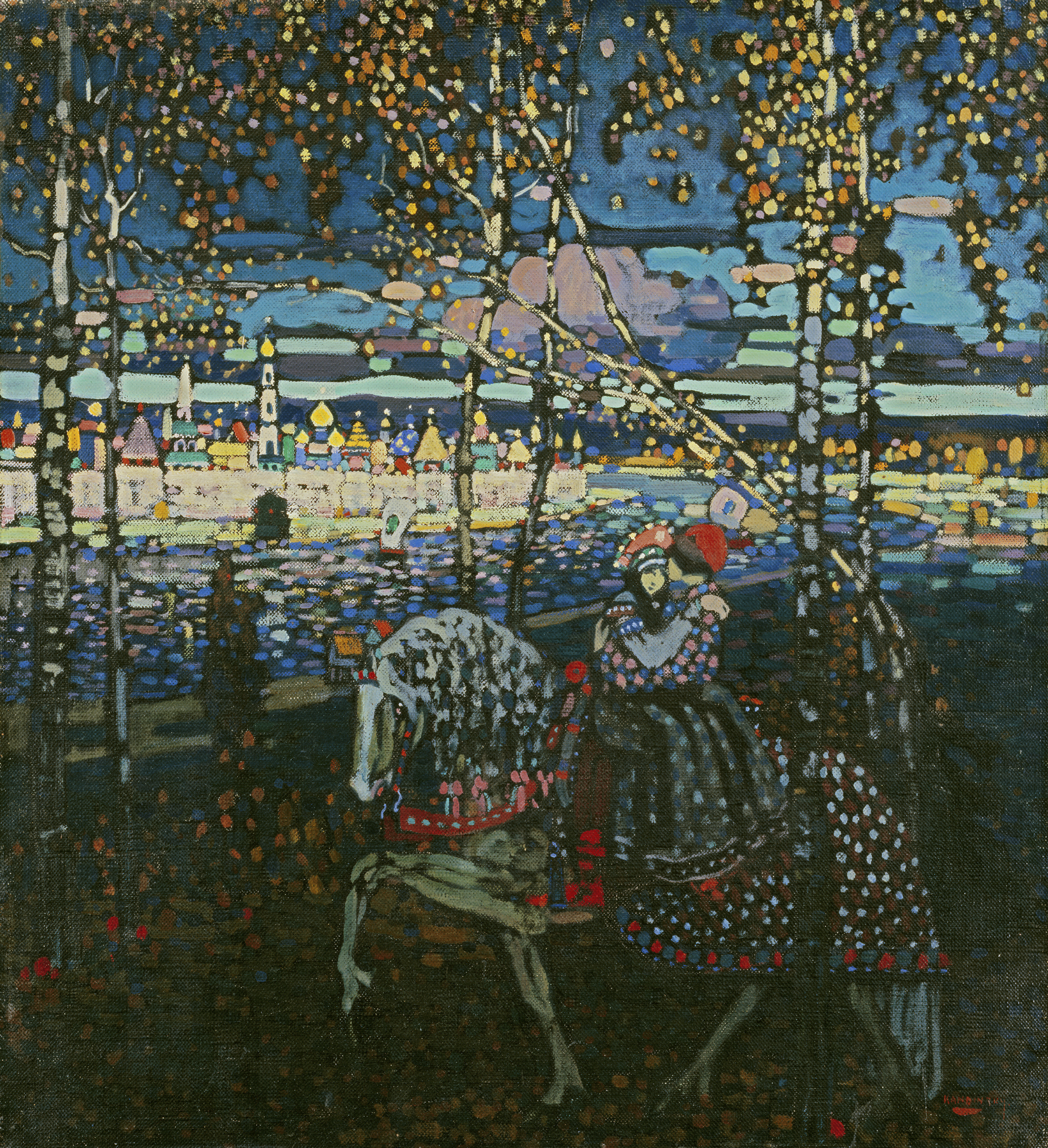
Пара на коні, 1906–07, Міська галерея в будинку Ленбаха, Мюнхен
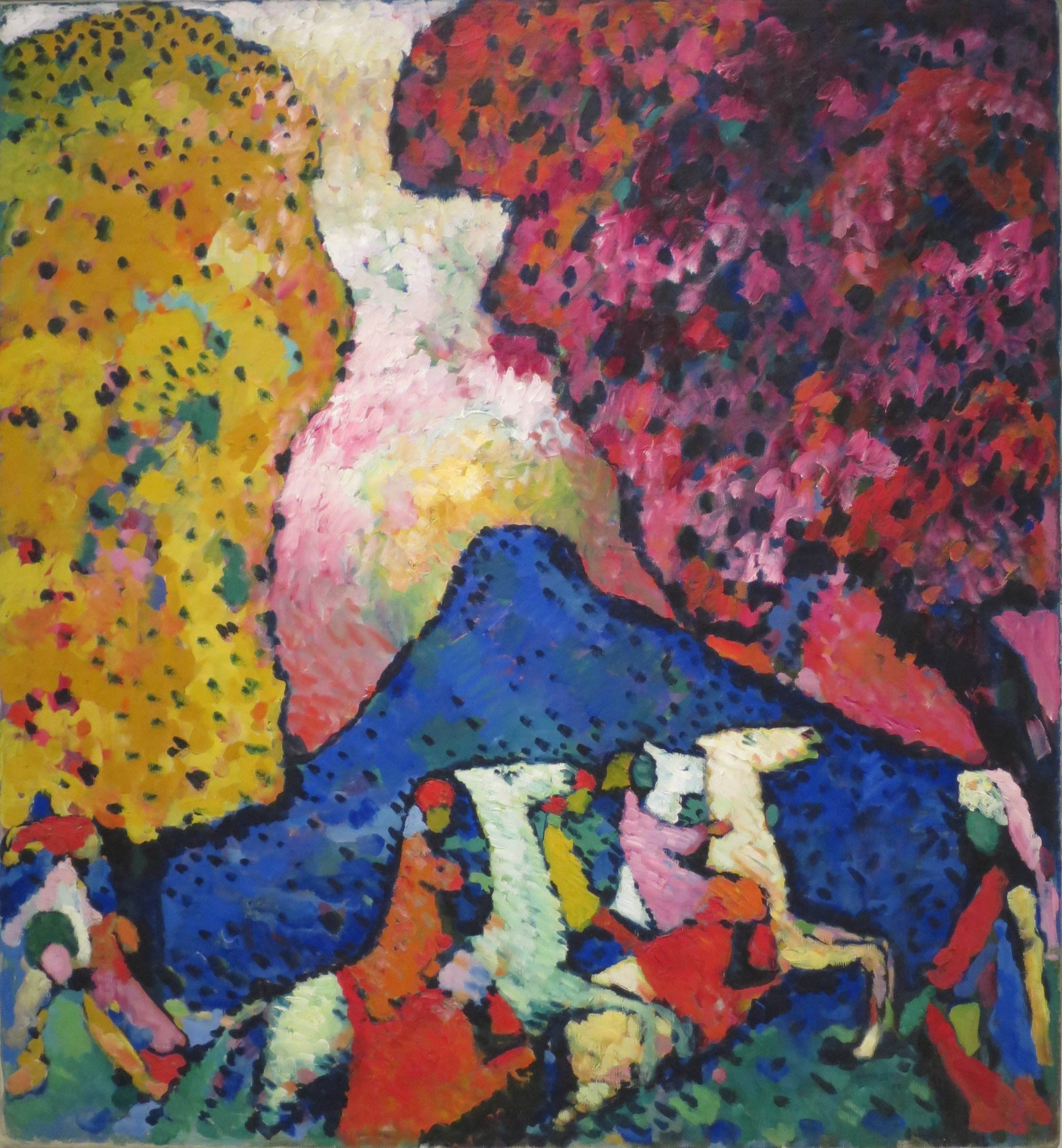
«Блакитні гори», 1908–09, Музей Соломона Гуггенхайма, Нью-Йорк
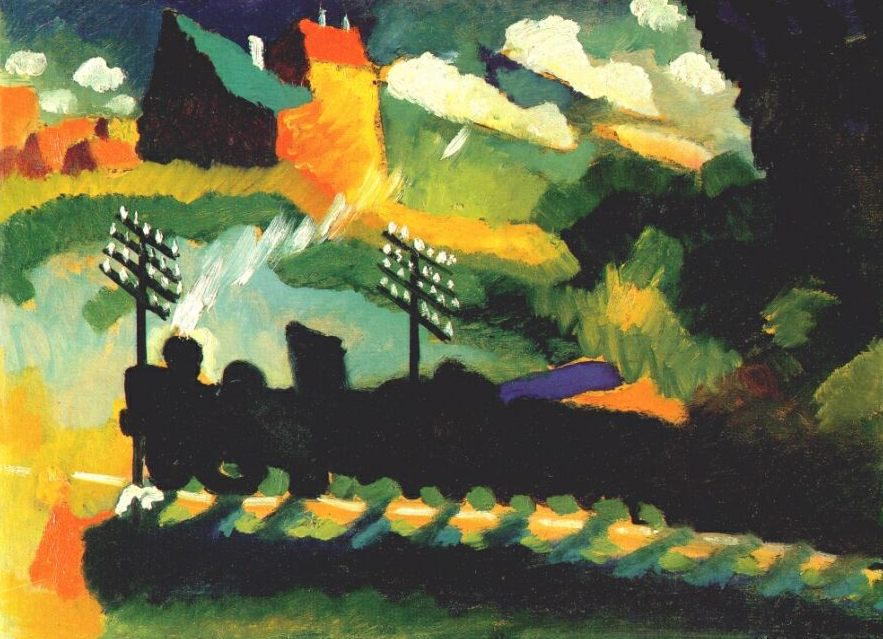
Мурнау, потяг і замок, 1909, Міська галерея в будинку Ленбаха, Мюнхен
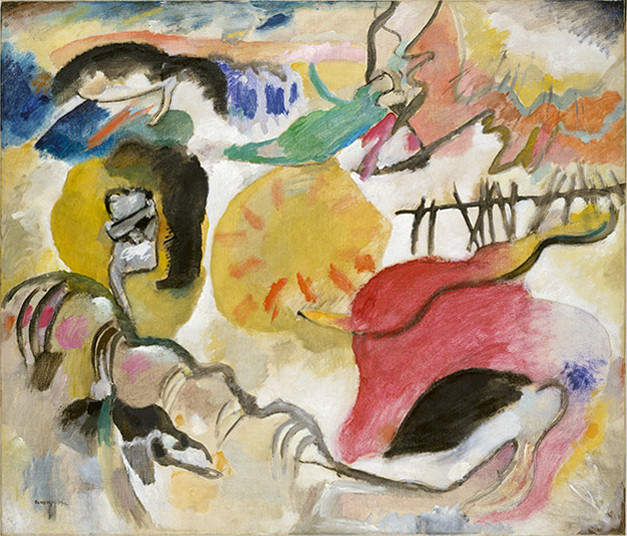
Імпровізація 27 (Сад кохання II), 1912, Музей мистецтва Метрополітен, Нью-Йорк
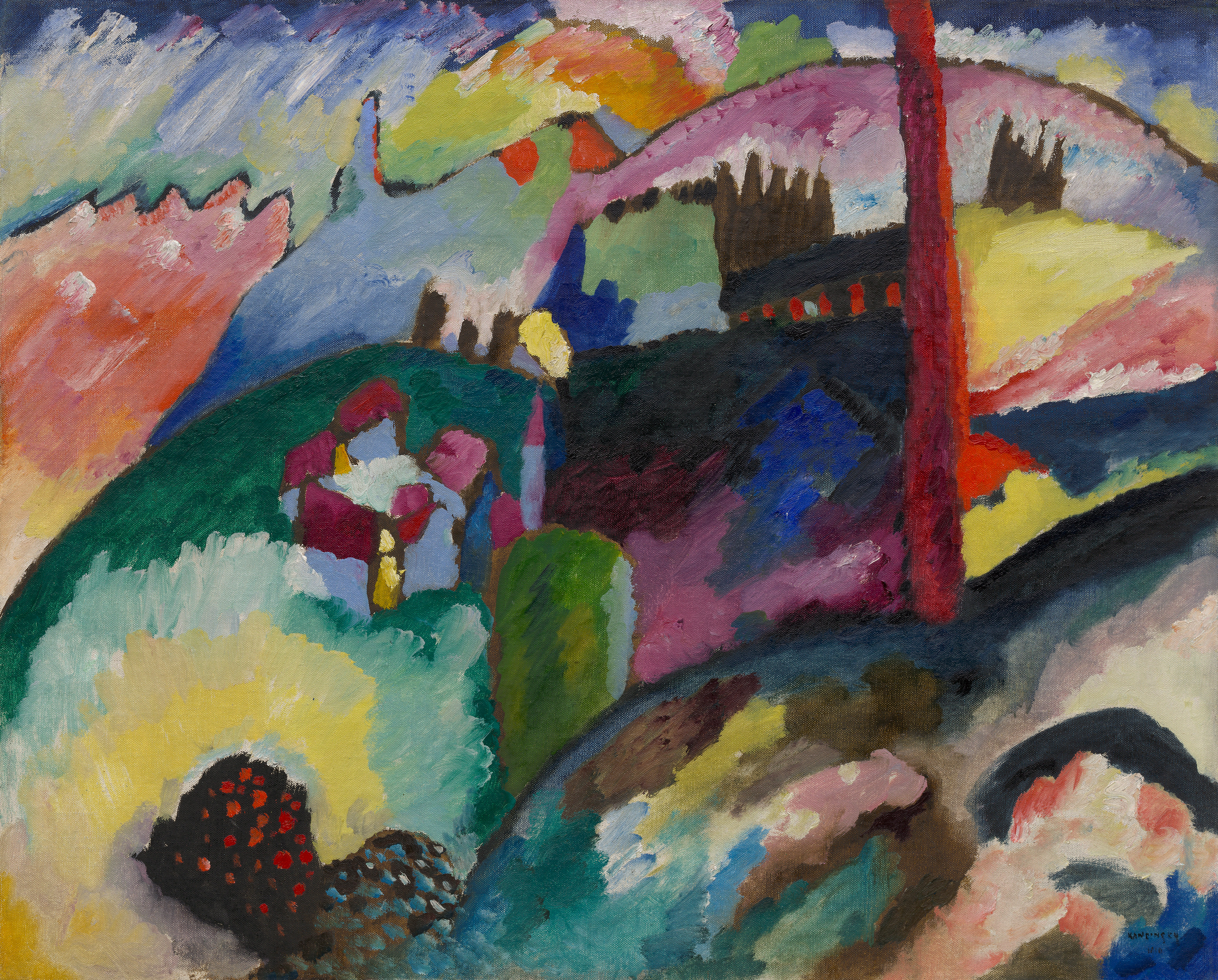
Краєвид з димарем фабрики,  Музей Соломона Гуггенхайма, 1910, Нью-Йорк
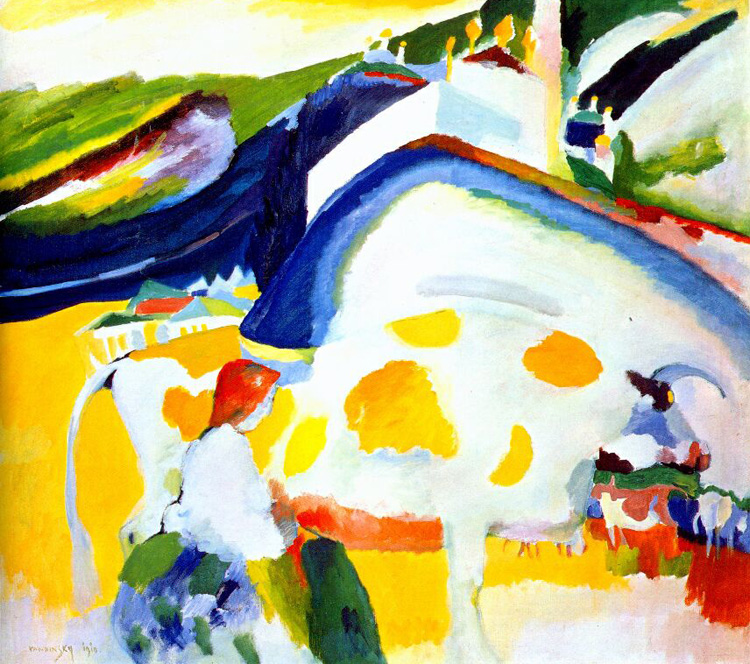
Корова, 1910, Міська галерея в будинку Ленбаха, Мюнхен
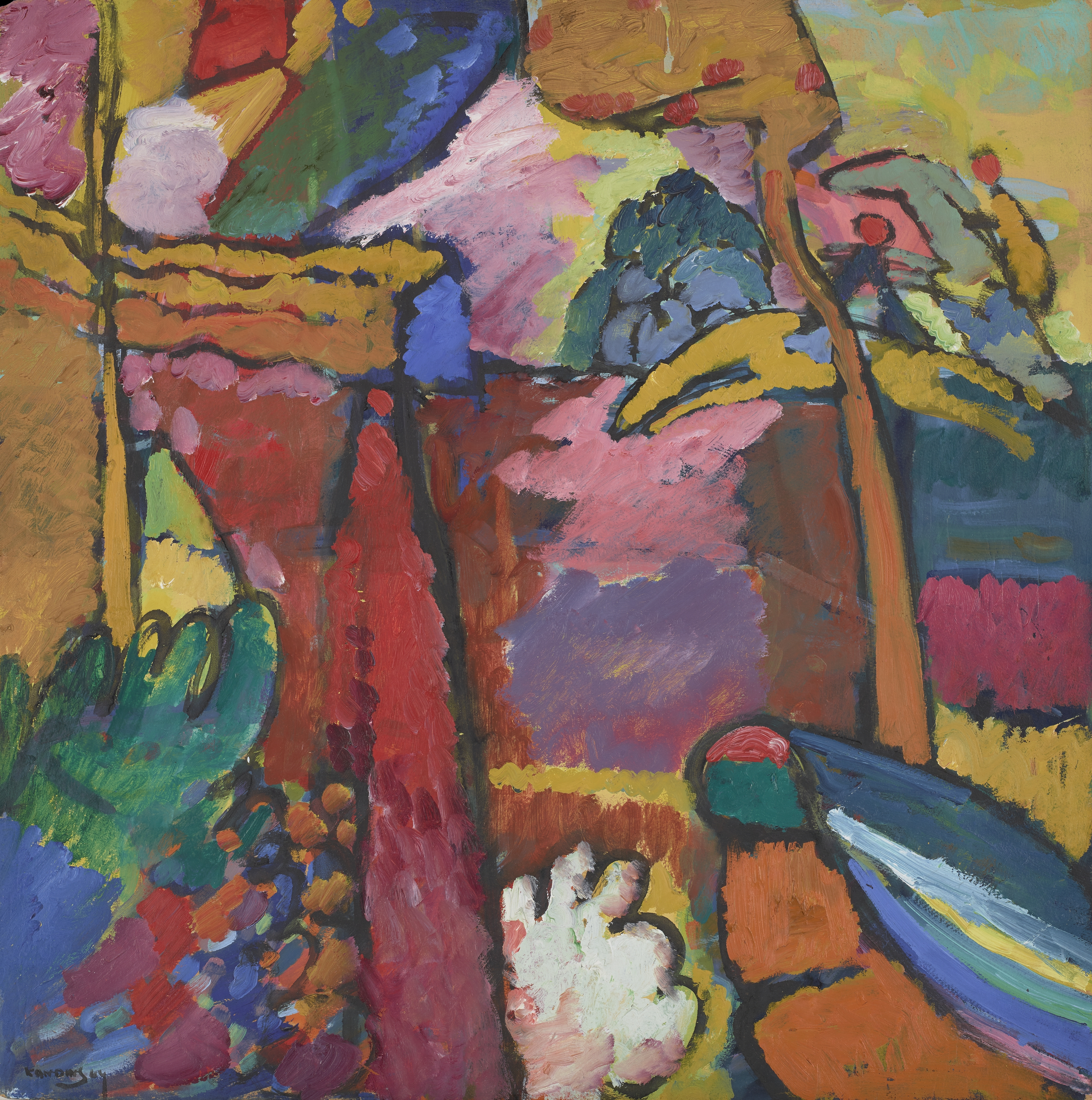
Вивчення для Імпровізації V, 1910, Інститут мистецтв Міннеаполіса
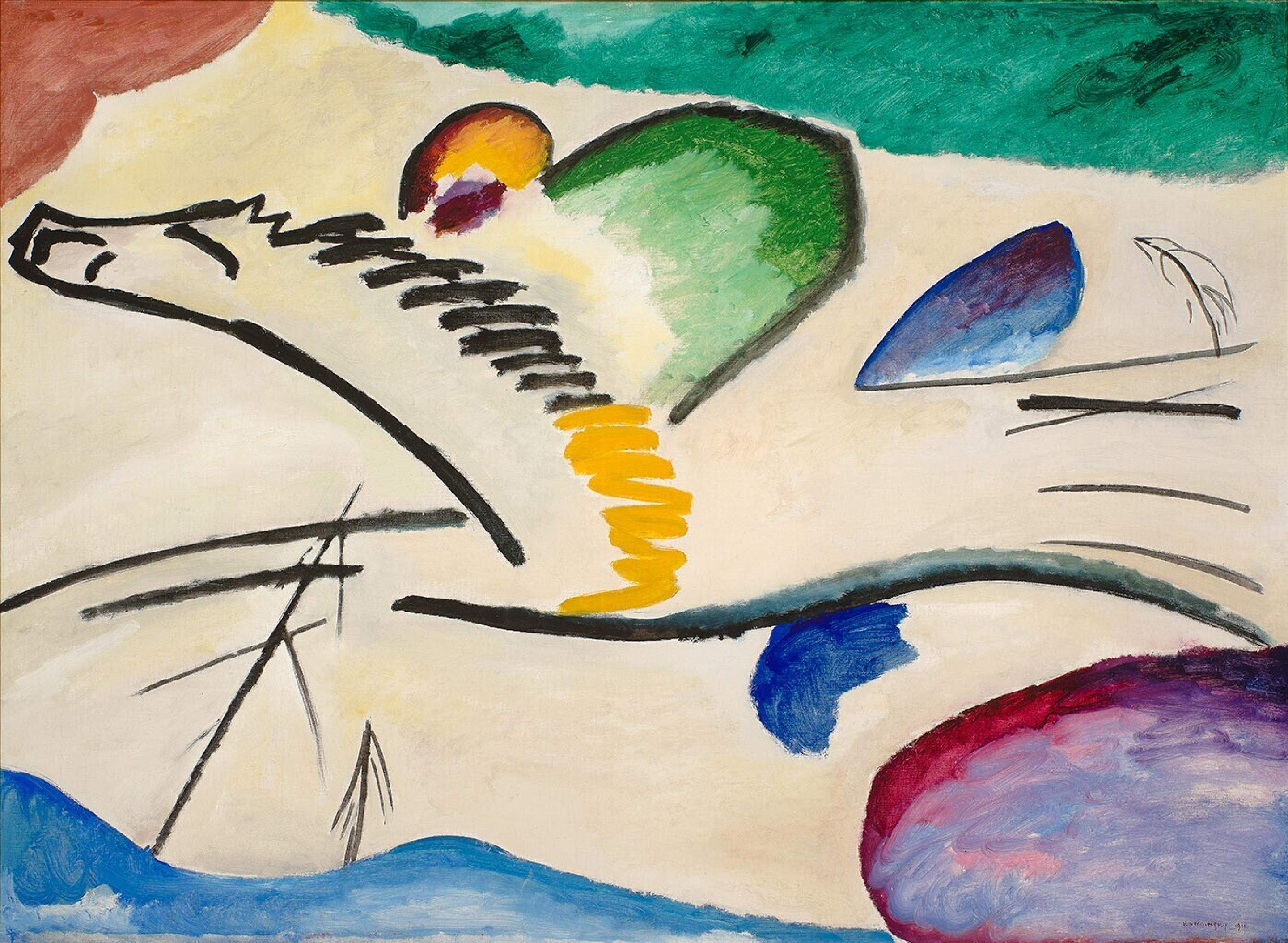
Ліричне, 1911, Музей Бойманса — ван Бенінгена, Роттердам
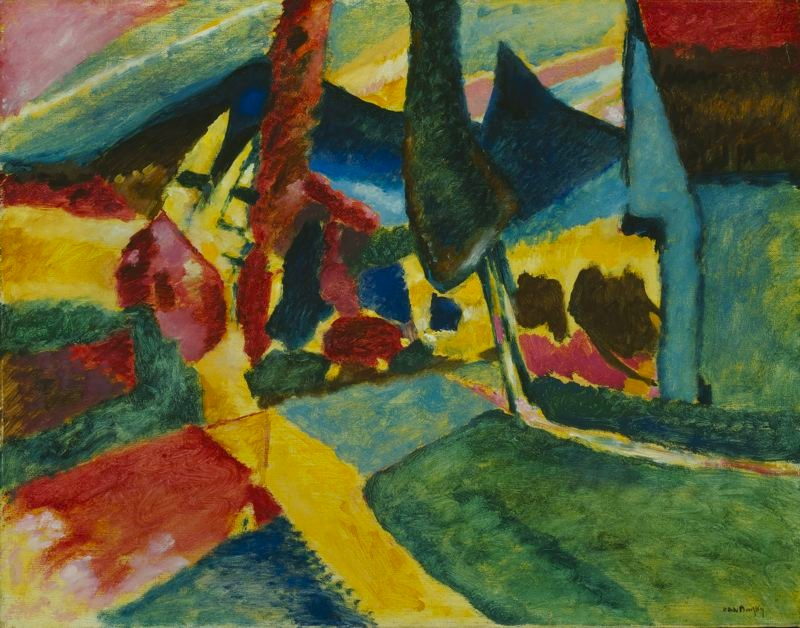
Краєвид з двома тополями, 1912, Чиказький художній інститут
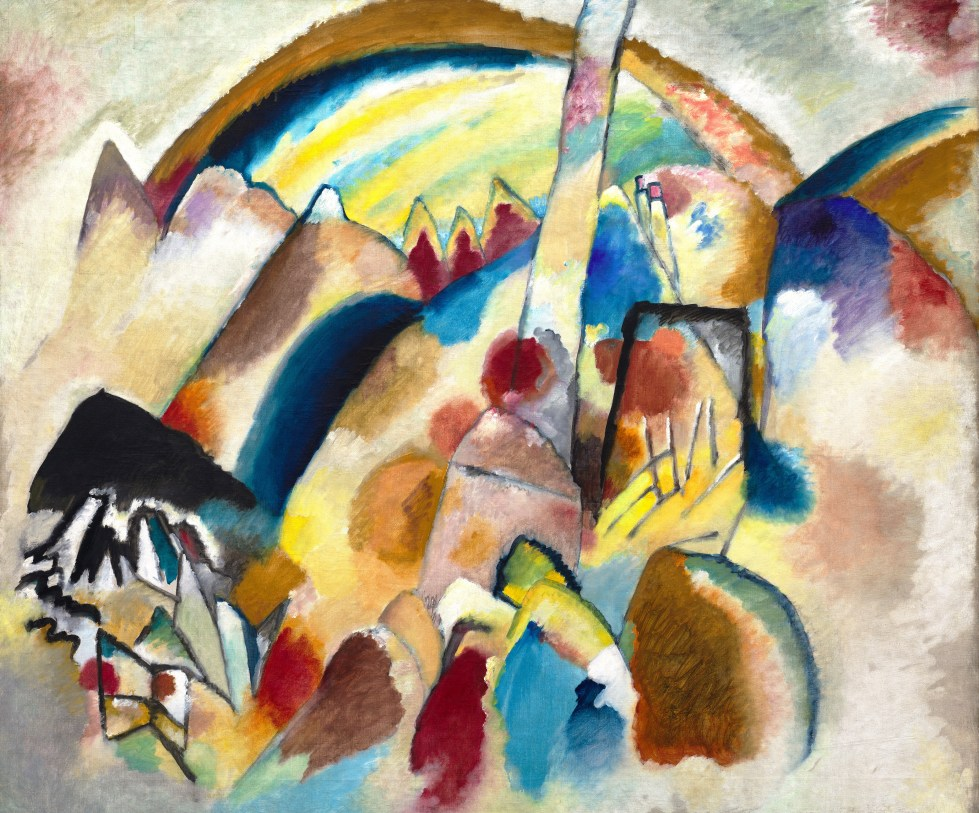
Краєвид з двома плямами, No 2, 1913, Колекція Пеггі Гуггенхайм, Венеція
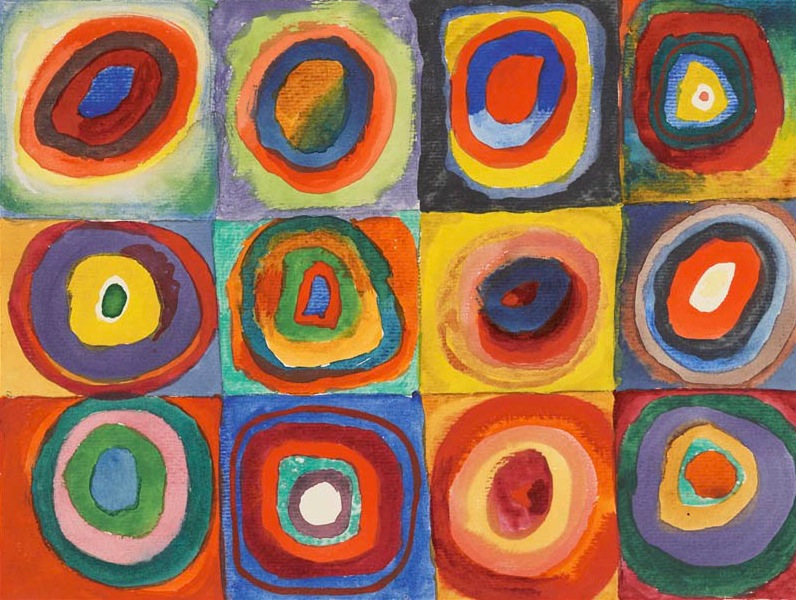
Квадрати з концентричними колами, 1913, Міська галерея в будинку Ленбаха, Мюнхен
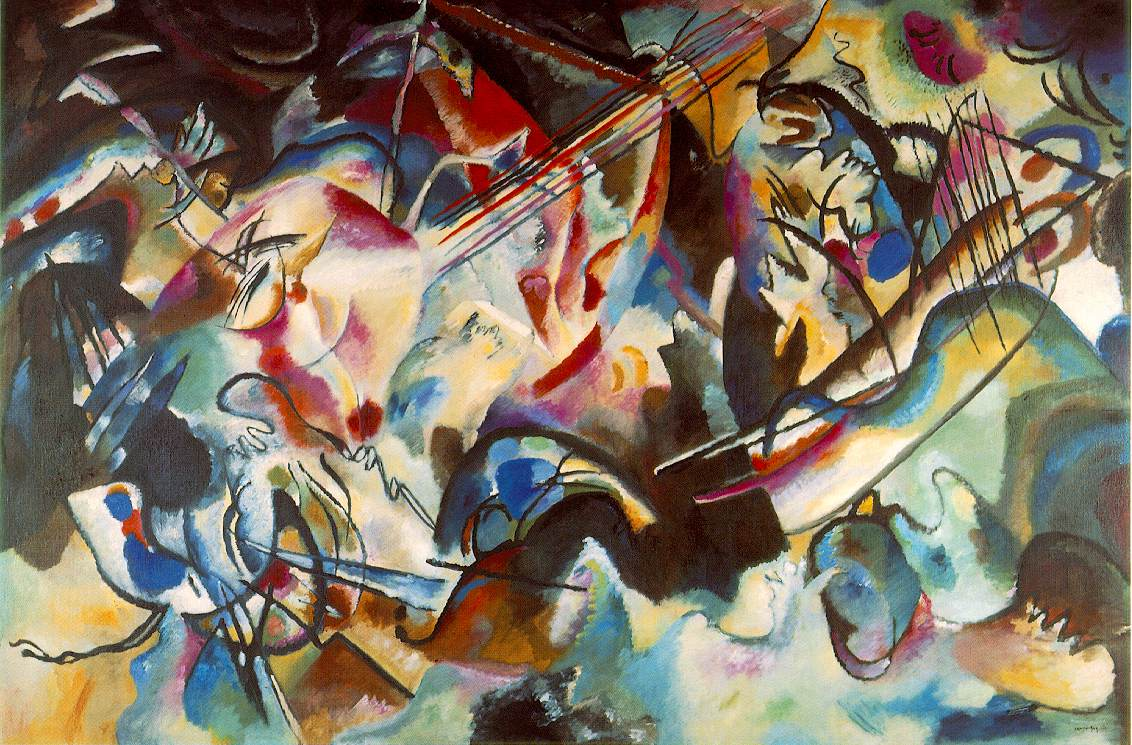
Композиція 6, 1913, Ермітаж, Санкт-Петербург
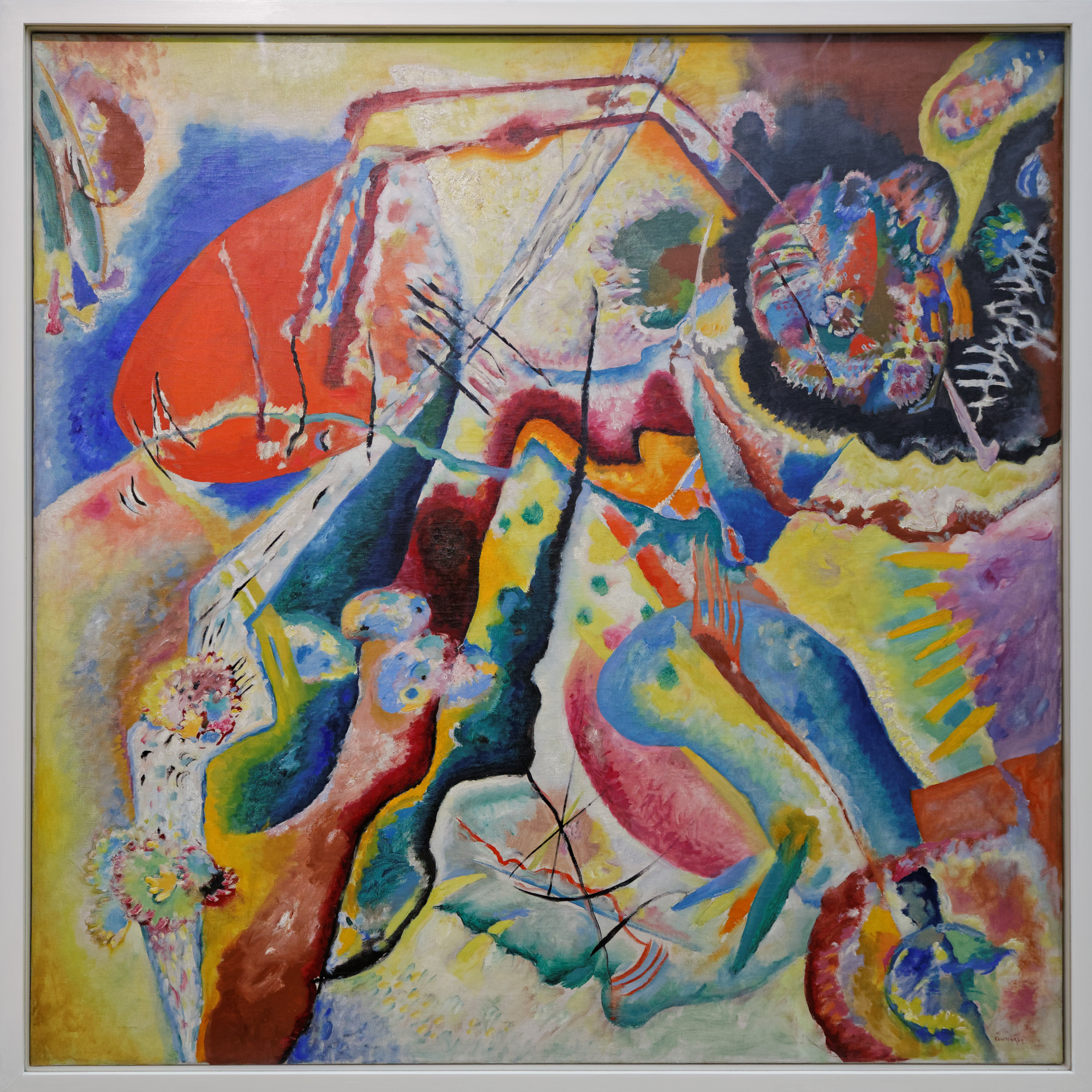
Малюнок з червоною плямою, 1914, Національний музей сучасного мистецтва (Париж)
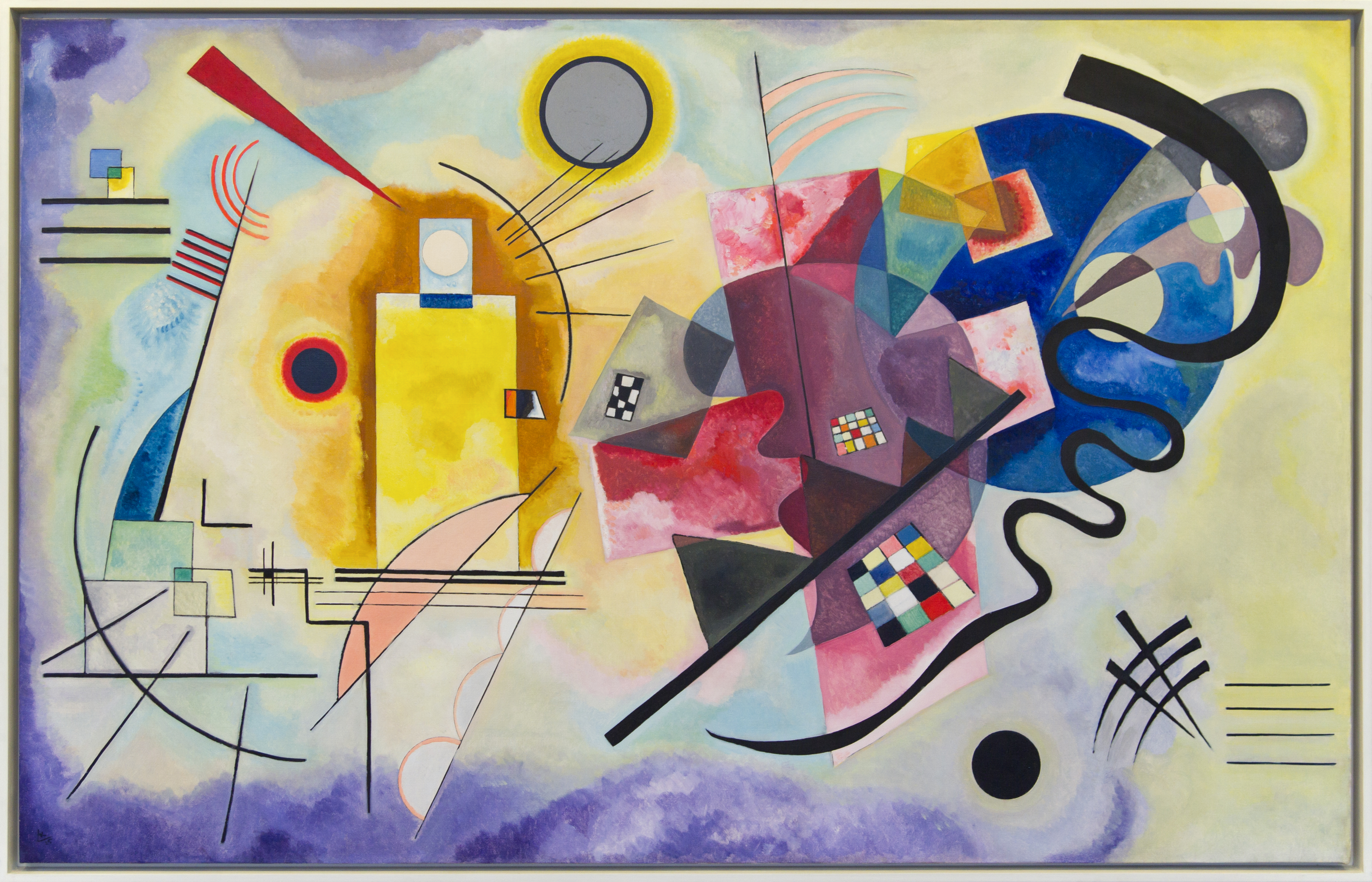
Жовтий-червоний-блакитний, 1925, Національний музей сучасного мистецтва (Париж)
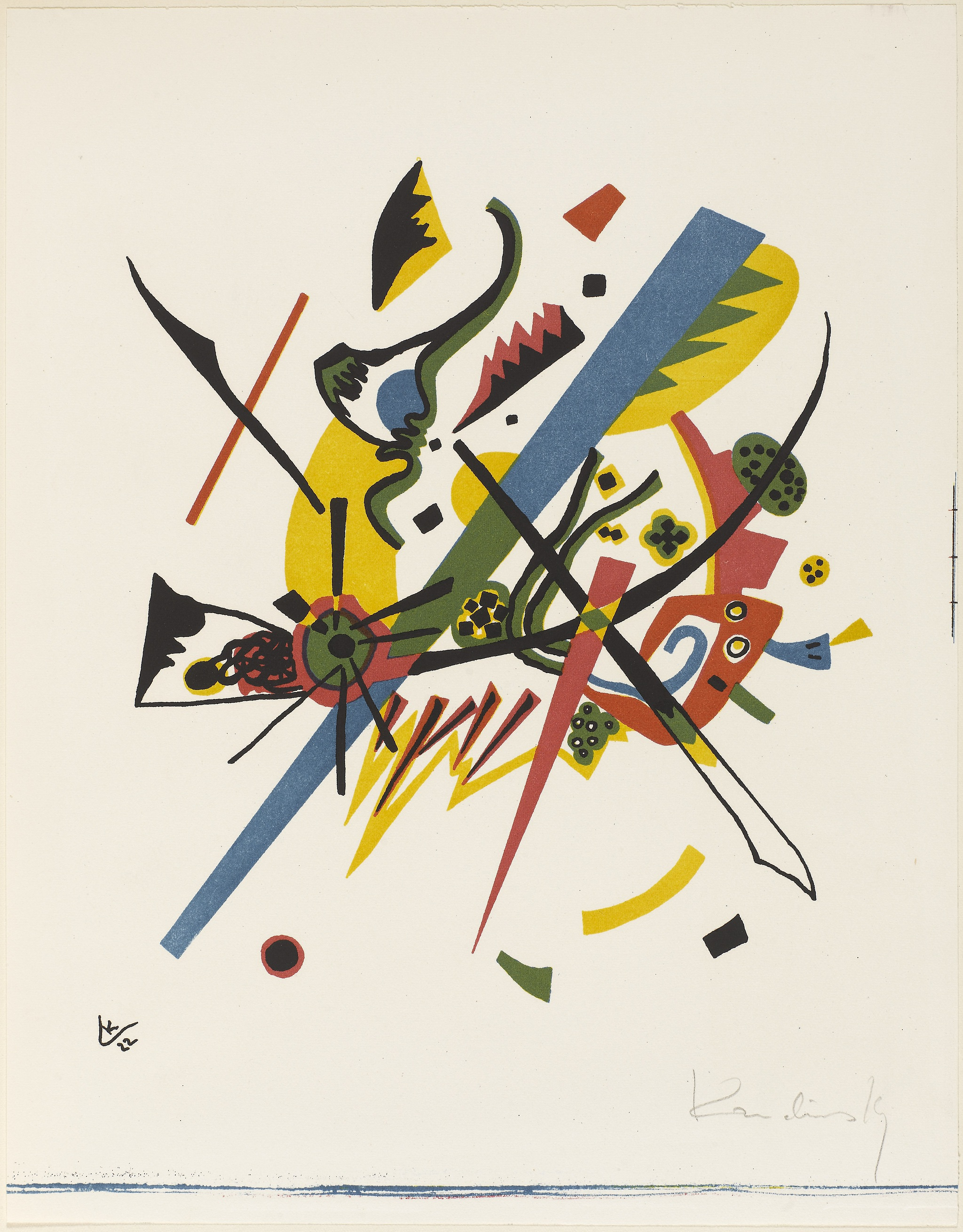
Малі світи I, 1922
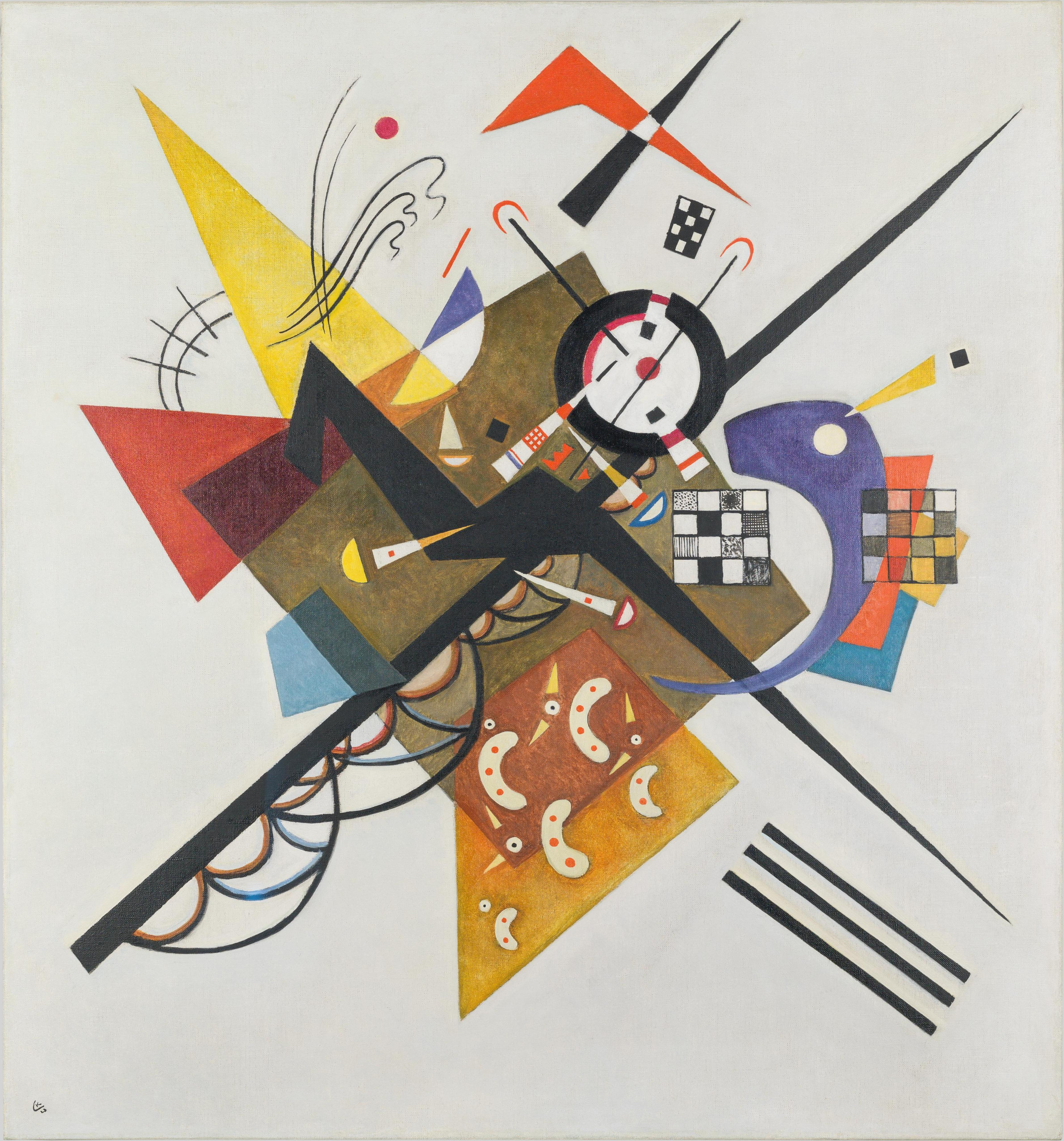
На білому II, 1923, Національний музей сучасного мистецтва (Париж)
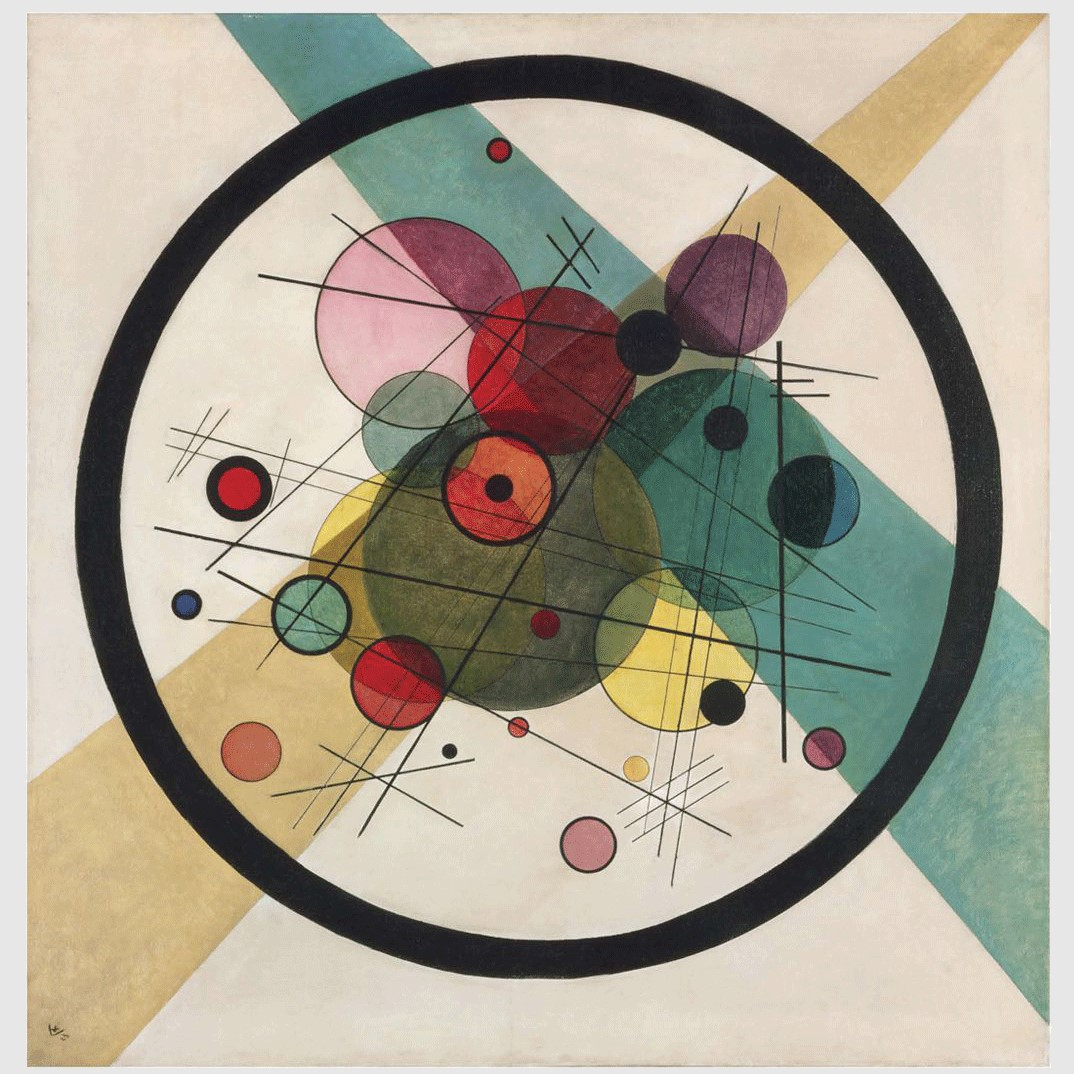
Кола в колі, 1923, Музей мистецтв Філадельфії
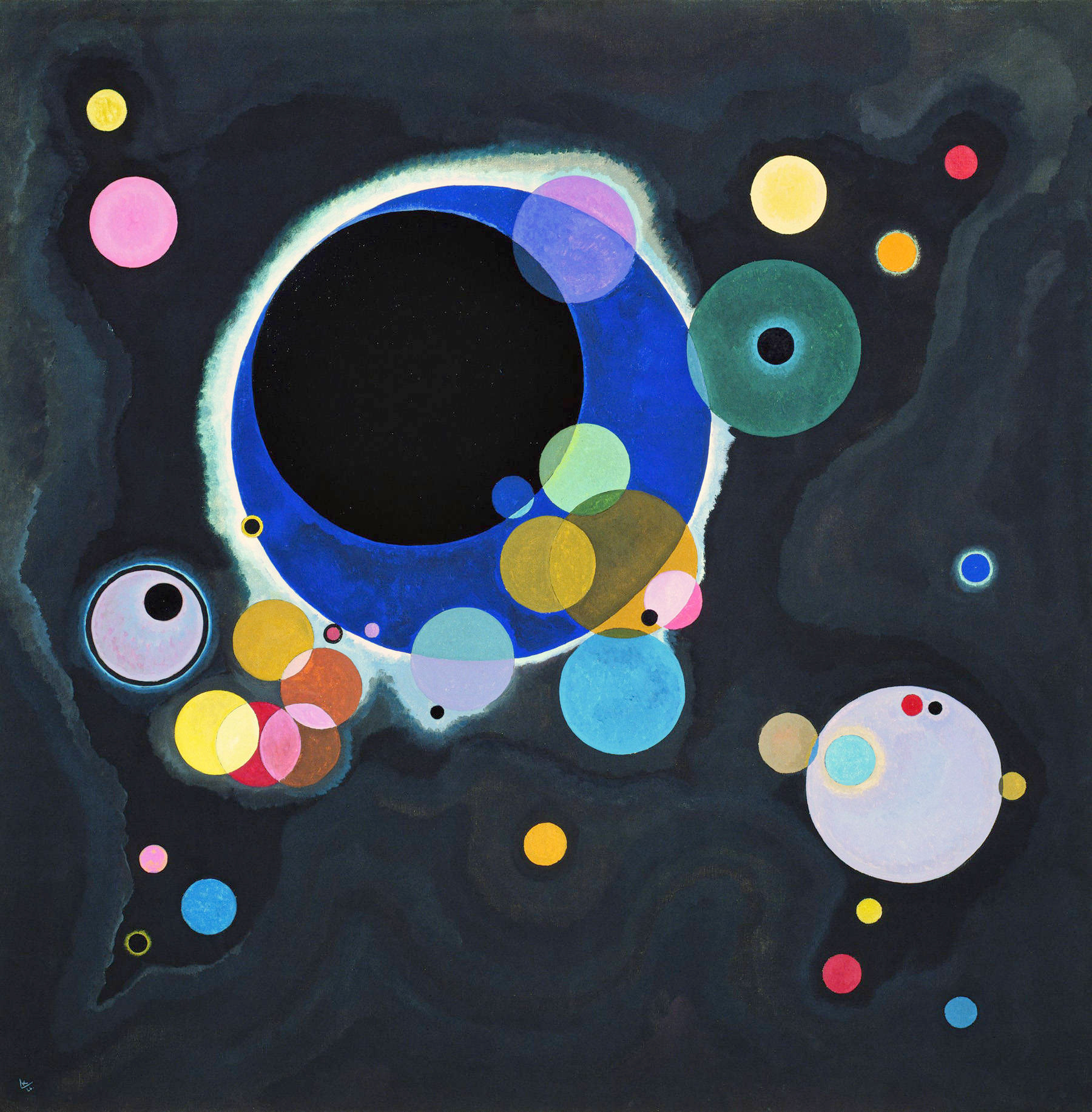
Кілька кіл, 1926, Музей Соломона Гуггенхайма (Нью-Йорк)
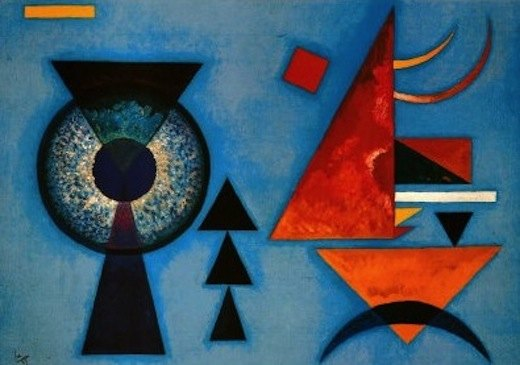
М'яке тверде, 1927
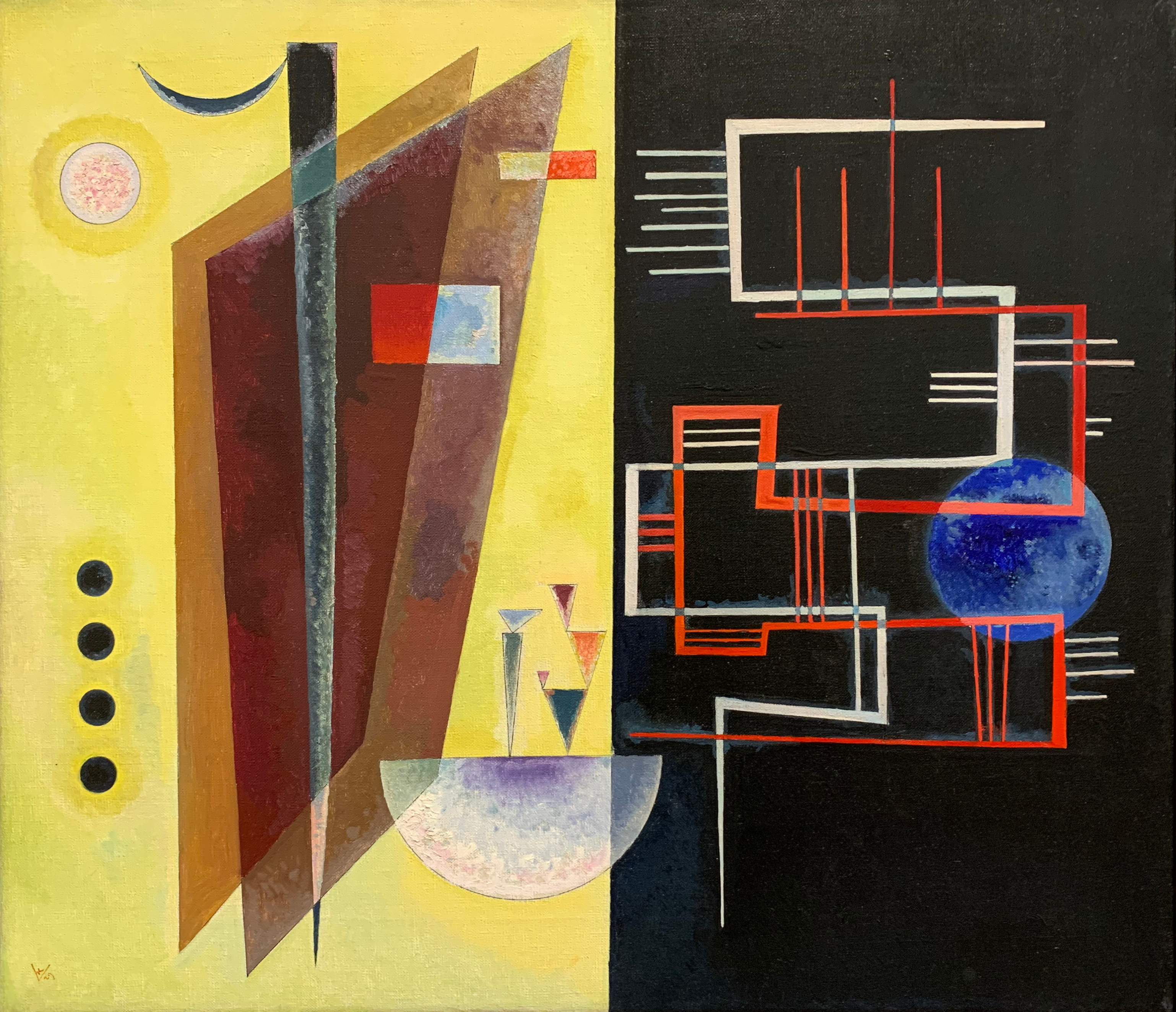
Внутрішній альянс, 1929, Альбертіна, Відень
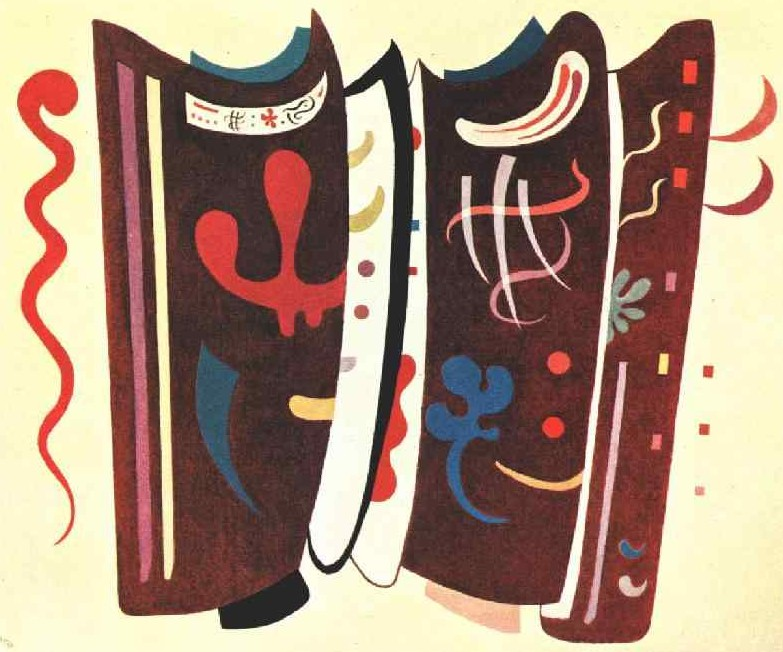
Коричневе з додатком, 1935, Музей Бойманса — ван Бенінгена, Роттердам
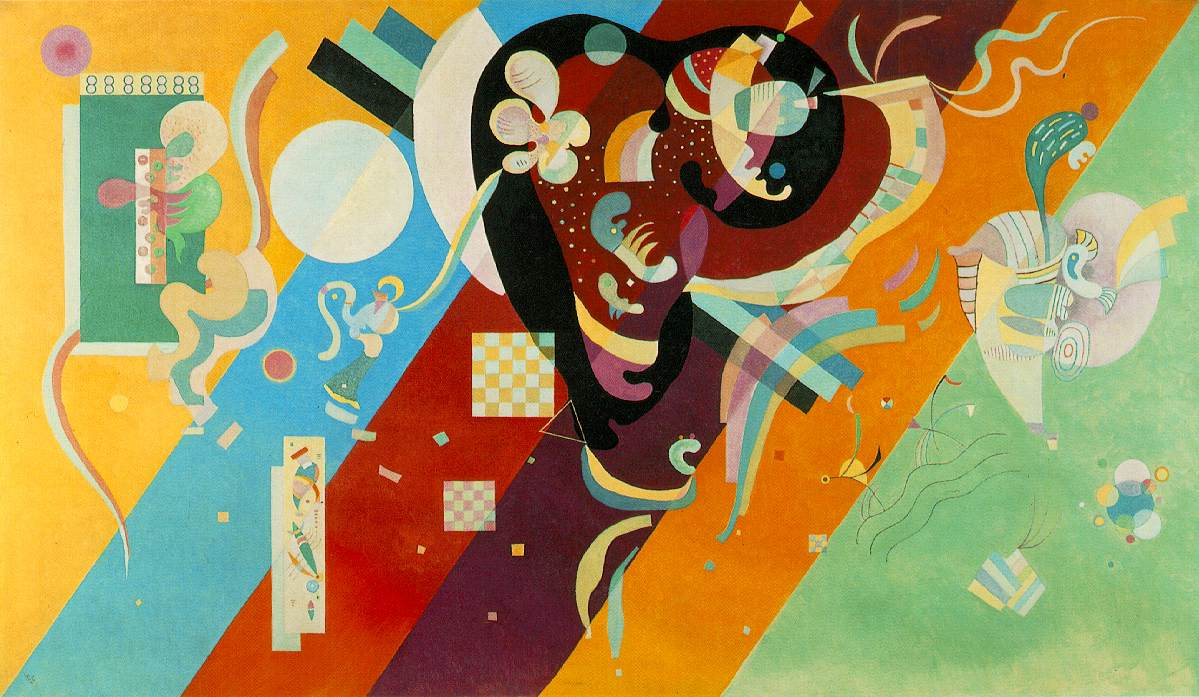
Композиція IX, 1936, Національний музей сучасного мистецтва, Париж
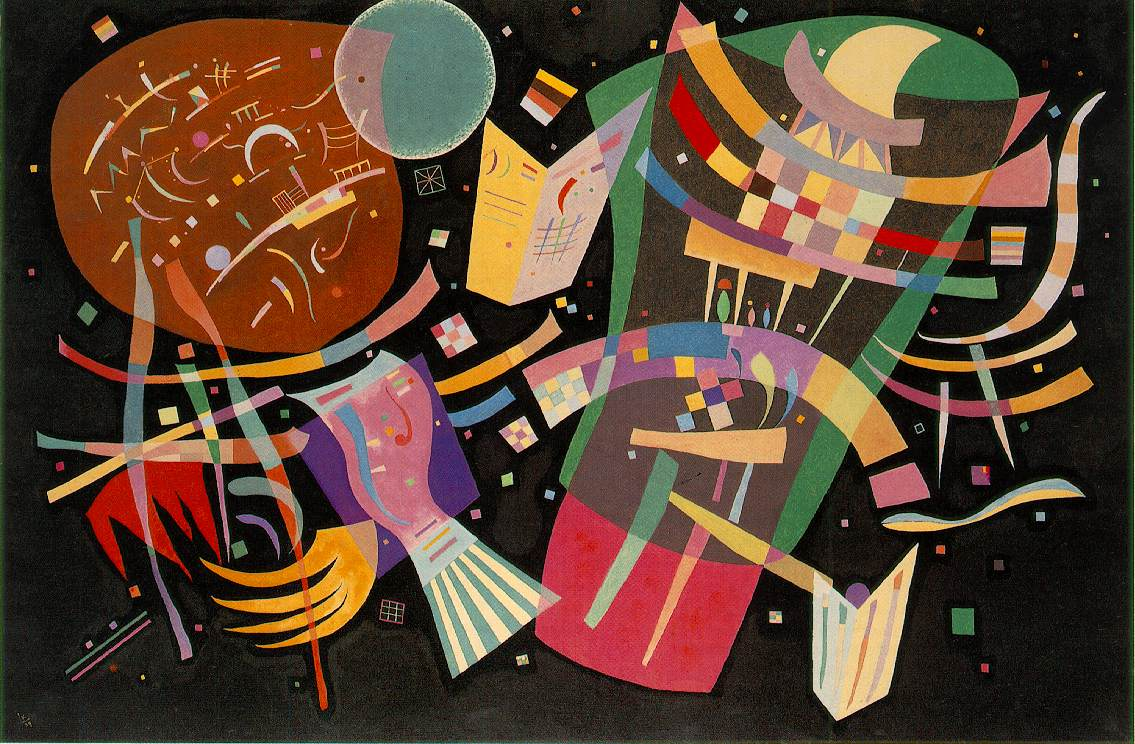
Композиція X, 1939, Мистецька збірка землі Північний Рейн - Вестфалія, Дюссельдорф
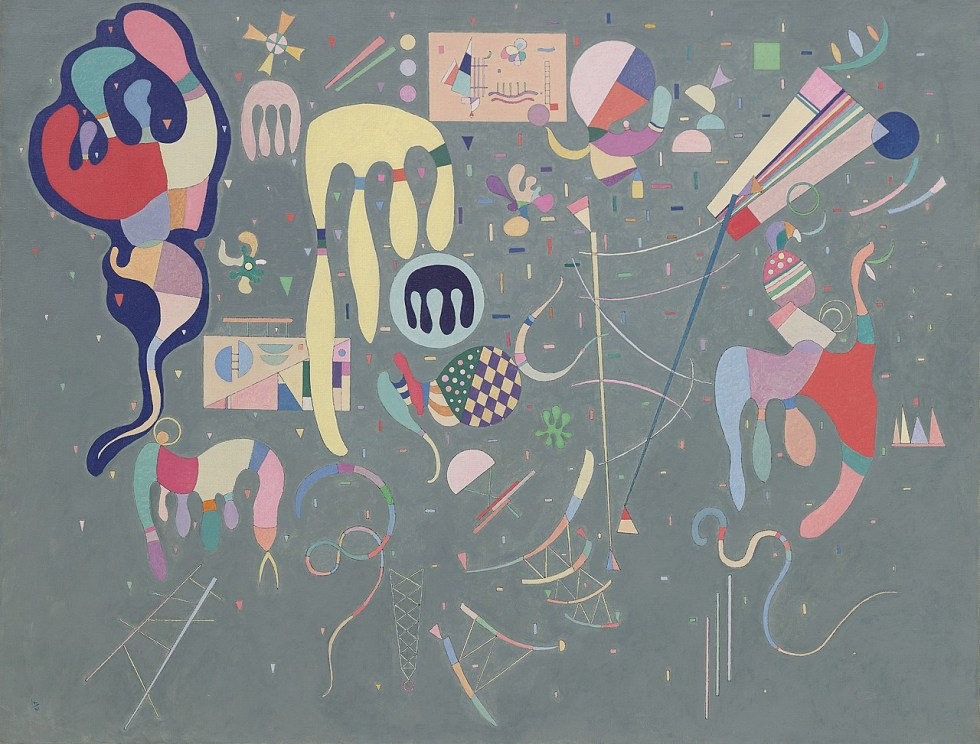
Різні дії, 1941, Музей Соломона Гуггенхайма, Нью-Йорк
Коло та квадрат, 1943, Національний музей сучасного мистецтва, Париж

## Твори
- «Синий всадник», 1903,
- «Двое на лошади», 1906,
- «Пестрая жизнь», 1907,
- «Мурнау, дом на Обермаркт», 1908, Музей Тиссен-Борнемиса, Мадрид,
- «Рок. Красная стена», 1909,
- «Синяя гора», 1909,
- «Дамы в кринолинах», 1909,
- «Интерьер (моя столовая)», 1909,
- «Озеро», 1910,
- «Импровизация № 7», 1910,
- «Этюд к „Композиции II“», 1910,
- «Без названия (Первая абстрактная акварель)», 1910,
- «Композиция IV», 1911,
- «Композиция V», 1911,
- «Импрессия III (Концерт)», 1911,
- «Картина с черной аркой», 1912,
- «Картина с белой каймой», 1913,
- «Маленькие радости», 1913,
- «Композиция VI», 1913,
- «Композиция VII», 1913,
- «Импровизация. Потоп», 1913,
- «Фуга», 1914,
- «Москва. Красная площадь», 1916,
- «Москва. Зубовская площадь», около 1916,
- «Смутное», 1917,
- «Серый овал», 1917,
- «Сумеречное», 1917,
- «Белый овал», 1919,
- «Композиция VIII», 1923,
- «В черном квадрате», 1923,
- «Желтое, красное, синее», 1925,
- «Маленькая мечта в красном», 1925,
- «Несколько кругов», 1926,
- «Вверх», 1929,
- «Нежное восхождение», 1934,
- «Доминирующая кривая», 1936,
- «Композиция IX», 1936,
- «Пестрый ансамбль», 1938,
- «Композиция X», 1939,
- «Вокруг круга», 1940,
- «Небесно-голубое», 1940,
- «Различные происшествия», 1941,
- «Последняя акварель», 1944,